# Victor (New York)
Victor è un comune degli Stati Uniti d'America, situato nello stato di New York, nella contea di Ontario.